# HD 56446
HD 56446，又名BD+06 1594，SAO 115204、HR 2760，是一颗恒星，视星等为6.65，位于銀經209.88，銀緯8.78，其B1900.0坐标为赤經7h 11m 55.4s，赤緯+6° 8.78′ 33″。